# 奈爾·圭恩

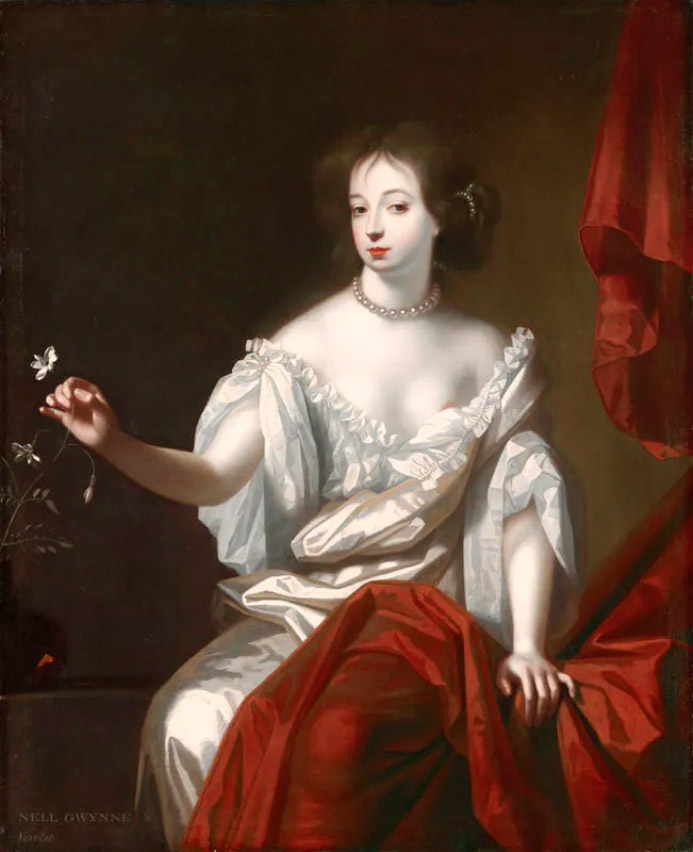
西蒙·彼得斯·費雷爾斯特所繪的圭恩

奈爾·圭恩（Nell Gwyn，1650年2月2日—1687年11月14日），舞台劇演員，也是英國國王查理二世的王室情婦。

## 生平
有三個城市聲稱圭恩出生於該地：赫里福德、倫敦和牛津，但都沒有切確證據。
西元1663年圭恩開始演員生涯，大受歡迎。她是英國第一批的女演員。
1668年4月圭恩與英國國王查理二世結識，查理二世觀看圭恩的演出後邀她和約克公爵共進晚餐。野史記載當天的軼事：查理二世和約克公爵恰好都忘記帶錢，於是由圭恩埋單請客。此後國王與她開始交往，1670年5月8日圭恩生下了她跟國王的第一個兒子查爾斯。

## 軼事
- 圭恩以幽默機敏的言談聞名，並因出身平民而獲得一般民眾的支持，但遭到貴族排擠，與出身法國貴族的王室情婦波茲茅絲女公爵正好相反。一次圭恩借波茲茅絲女公爵的馬車出遊，民眾以為車內坐的是波茲茅絲女公爵，於是包圍了車輛，叫罵「舊教的婊子」並想推倒馬車，圭恩急忙探頭大喊：「好人們，你們搞錯啦，我是新教的婊子！」群眾啼笑皆非，轉怒為喜，紛紛散去。

- 圭恩的長子查爾斯6歲時，國王到圭恩家探望，她對兒子說：「過來，你這私生子，向你父親問好。」國王責怪圭恩如此稱呼兒子，她回答：「陛下沒有給我其他名稱來稱呼他呀。」國王才意識到自己沒有給兒子爵位，便冊封查爾斯為伯福德伯爵。

## 逝世
奈爾·圭恩於1687年3月中風，半身癱瘓，同年11月14日逝世。她被安葬在聖馬田教堂。